# Widdringtonia whytei
Widdringtonia whytei är en cypressväxtart som beskrevs av Alfred Barton Rendle. Widdringtonia whytei ingår i släktet Widdringtonia och familjen cypressväxter. IUCN kategoriserar arten globalt som starkt hotad. Inga underarter finns listade i Catalogue of Life.

## Bildgalleri

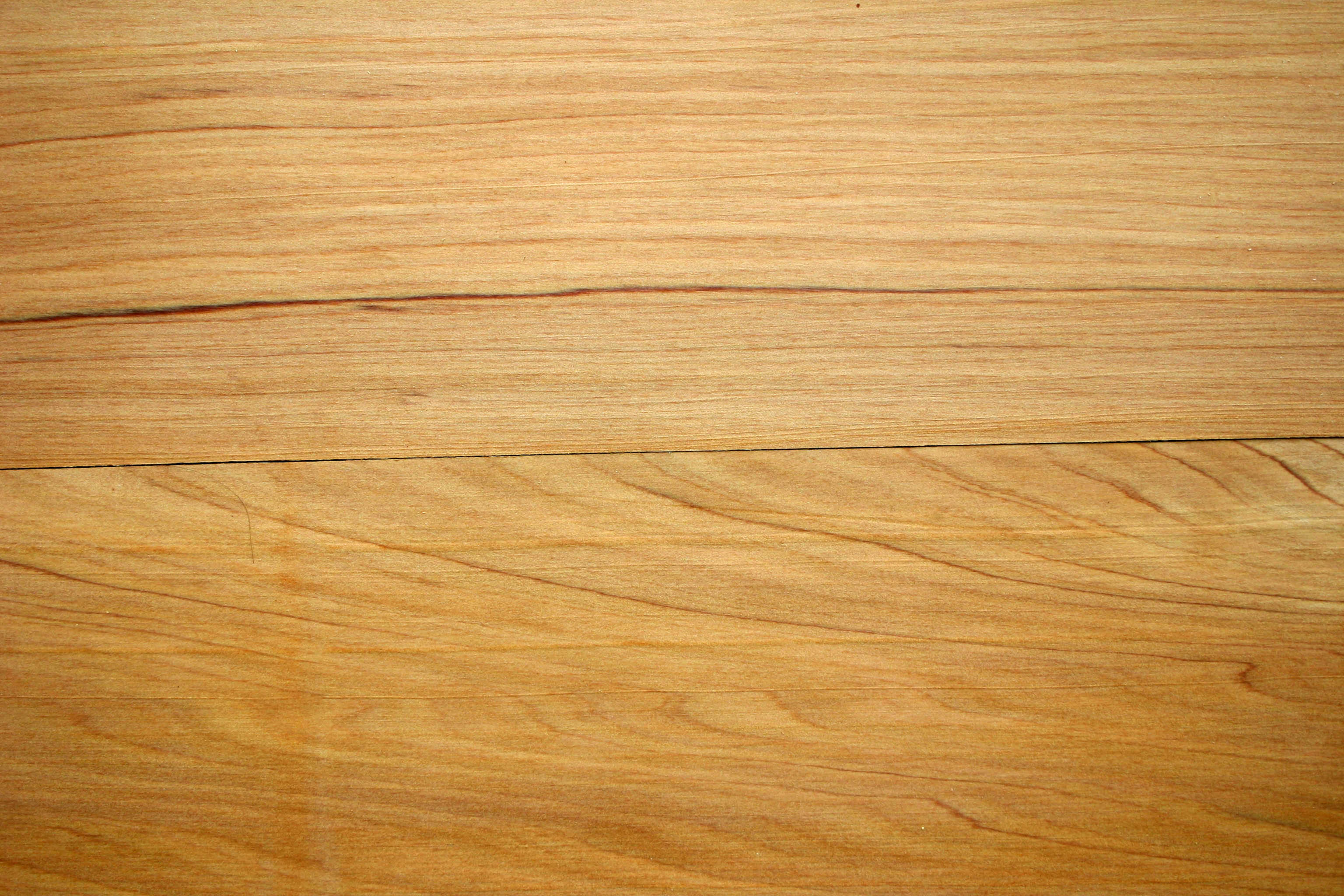
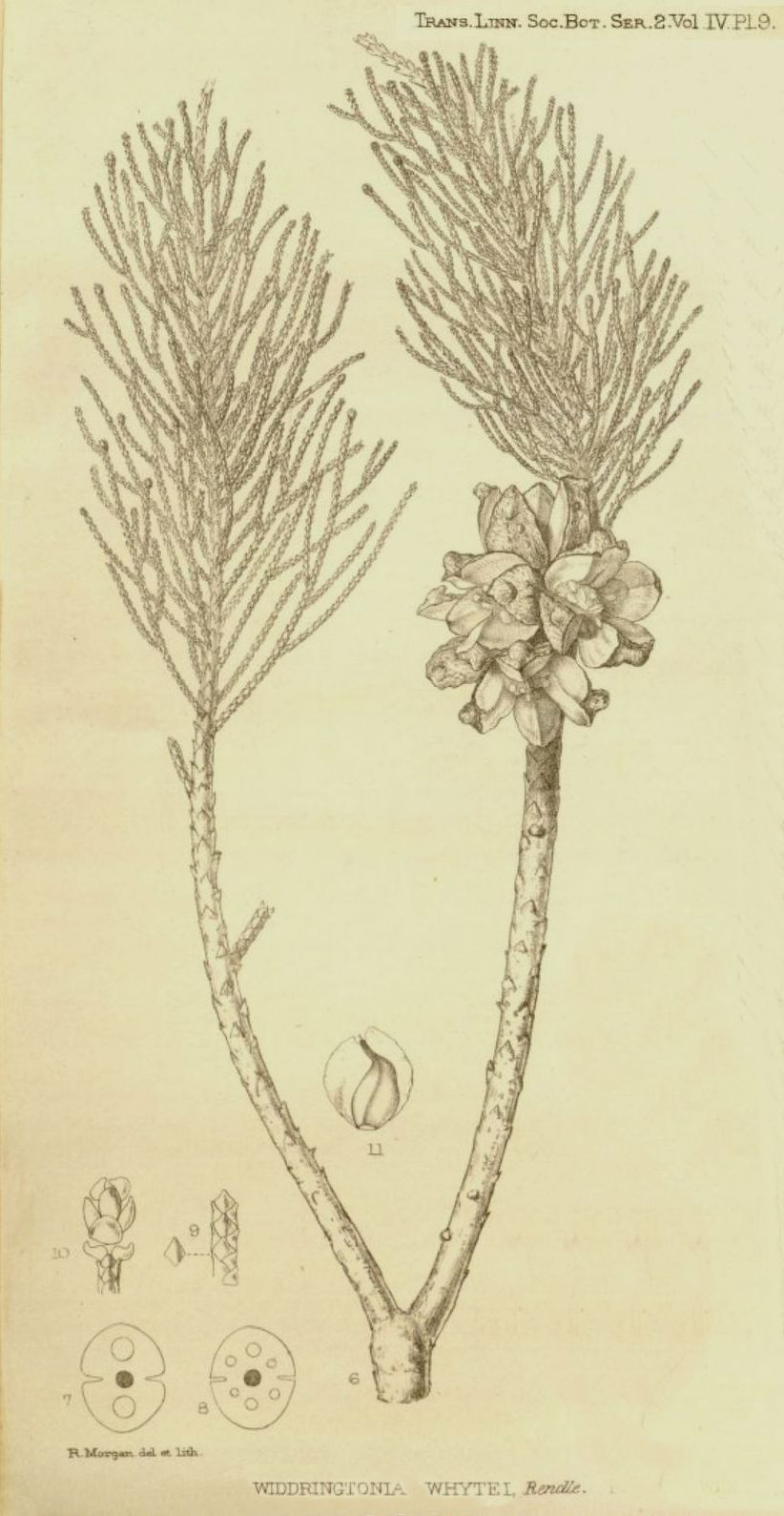